# Nösslinge
Nösslinge är kyrkbyn i Nösslinge socken  i Varbergs kommun. Orten ligger cirka 25 kilometer öster om centralorten Varberg, via Rolfstorp–Skällinge. Nösslinge klassades tidigare som en småort, men föll utanför Statistiska centralbyråns definition vid genomgången av rikets småorter år 2000. Orten hade 58 invånare år 1995.
Nösslinge kyrka är från slutet av 1600-talet och byggd i trä.